# Discosia novae-zelandiae
Discosia novae-zelandiae är en svampart som beskrevs av Nag Raj 1993. Discosia novae-zelandiae ingår i släktet Discosia och familjen Amphisphaeriaceae.   Inga underarter finns listade i Catalogue of Life.